# Клубнелуковица
Клубнелу́ковица (лат. bulbotūber) — подземный укороченный видоизменённый побег; сильно утолщённая подземная часть стебля, в которой находятся питательные вещества (в этом состоит отличие клубнелуковицы от настоящей луковицы, у которой питательные вещества накапливаются в чешуях). На вершине находится одна или две точки роста. С нижней стороны у клубнелуковицы отрастают придаточные корни. Поверхность клубнелуковицы может быть покрыта гладкой или волокнистой оболочкой из плёнчатых чешуй, которые являются засохшими основаниями листьев; эти чешуи выполняют функцию защитного покрова:6—7.
Активный рост клубнелуковичного растения сопровождается активным расходом питательных веществ, находящихся в клубнелуковице, в результате она сморщивается; одновременно на ней образуются новые клубнелуковицы (вверху, сбоку или у основания):6—7.
Среди растений, у которых имеются клубнелуковицы, можно назвать аноматеку (Anomatheca), ацидантеру (Acidanthera), бабиану (Babiana), бродиэю (Brodiaea), безвременник (Colchicum), гладиолус (Gladiolus), гомерию (Homeria), диераму (Dierama), иксию (Ixia), кандык (Erythronium), крокосмию (Crocosmia), мерендеру (Merendera), морею (Moraea), ромулею (Romulea), спараксис (Sparaxis), текофилею (Tecophilaea), тульбагию (Tulbaghia), уотсонию (Watsonia), фрезию (Freesia), шафран (Crocus).